# Ouham (flod)
Ouham är en flod i centrala Afrika. Dess källor ligger i Centralafrikanska republiken och floden mynnar i Chari i Tchad. Den är 790 km lång.